# Cardi B/Diskografie
Diese Diskografie ist eine Übersicht über die musikalischen Werke der US-amerikanischen Rapperin Cardi B. Den Schallplattenauszeichnungen zufolge hat sie bisher mehr als 145,8 Millionen Tonträger verkauft, davon alleine in ihrer Heimat über 114 Millionen. Ihre erfolgreichste Veröffentlichung ist das Lied Girls Like You mit über 16,3 Millionen verkauften Einheiten.

## Alben

### Studioalben
| Jahr | Titel Musiklabel                           | Höchstplatzierung, Gesamtwochen, AuszeichnungChartplatzierungen (Jahr, Titel, Musiklabel, Platzierungen, Wochen, Auszeichnungen, Anmerkungen) | Höchstplatzierung, Gesamtwochen, AuszeichnungChartplatzierungen (Jahr, Titel, Musiklabel, Platzierungen, Wochen, Auszeichnungen, Anmerkungen) | Höchstplatzierung, Gesamtwochen, AuszeichnungChartplatzierungen (Jahr, Titel, Musiklabel, Platzierungen, Wochen, Auszeichnungen, Anmerkungen) | Höchstplatzierung, Gesamtwochen, AuszeichnungChartplatzierungen (Jahr, Titel, Musiklabel, Platzierungen, Wochen, Auszeichnungen, Anmerkungen) | Höchstplatzierung, Gesamtwochen, AuszeichnungChartplatzierungen (Jahr, Titel, Musiklabel, Platzierungen, Wochen, Auszeichnungen, Anmerkungen) | Anmerkungen                                               |
| Jahr | Titel Musiklabel                           | DE | AT | CH | UK | US | Anmerkungen                                               |
| ---- | ------------------------------------------ | --- | --- | --- | --- | --- | --------------------------------------------------------- |
| 2018 | Invasion of Privacy Atlantic Records (WMG) | DE39 (3 Wo.)DE | AT21 (2 Wo.)AT | CH20 (3 Wo.)CH | UK5 Platin · (45 Wo.)UK | US1 ×4Vierfachplatin · (222 Wo.)US | Erstveröffentlichung: 6. April 2018 Verkäufe: + 4.950.000 |

### Mixtapes
| Jahr | Titel Musiklabel                | Anmerkungen                              |
| ---- | ------------------------------- | ---------------------------------------- |
| 2016 | Gangsta Bitch Music, Vol. 1 KSR | Erstveröffentlichung: 7. März 2016       |
| 2016 | Underestimated: The Album KSR   | Erstveröffentlichung: 12. September 2016 |
| 2017 | Gangsta Bitch Music, Vol. 2 KSR | Erstveröffentlichung: 20. Januar 2017    |

## Singles

### Als Leadmusikerin
| Jahr | Titel Album                                 | Höchstplatzierung, Gesamtwochen, AuszeichnungChartplatzierungen (Jahr, Titel, Album, Platzierungen, Wochen, Auszeichnungen, Anmerkungen) | Höchstplatzierung, Gesamtwochen, AuszeichnungChartplatzierungen (Jahr, Titel, Album, Platzierungen, Wochen, Auszeichnungen, Anmerkungen) | Höchstplatzierung, Gesamtwochen, AuszeichnungChartplatzierungen (Jahr, Titel, Album, Platzierungen, Wochen, Auszeichnungen, Anmerkungen) | Höchstplatzierung, Gesamtwochen, AuszeichnungChartplatzierungen (Jahr, Titel, Album, Platzierungen, Wochen, Auszeichnungen, Anmerkungen) | Höchstplatzierung, Gesamtwochen, AuszeichnungChartplatzierungen (Jahr, Titel, Album, Platzierungen, Wochen, Auszeichnungen, Anmerkungen) | Anmerkungen                                                                                   |
| Jahr | Titel Album                                 | DE | AT | CH | UK | US | Anmerkungen                                                                                   |
| --- | ------------------------------------------- | --- | --- | --- | --- | --- | --------------------------------------------------------------------------------------------- |
| 2016 | Stripper Hoe –                              | — | — | — | — | — | Erstveröffentlichung: 15. Februar 2016                                                        |
| 2016 | What a Girl Likes Underestimated: The Album | — | — | — | — | — | Erstveröffentlichung: 10. Juni 2016                                                           |
| 2016 | Bronx Season Underestimated: The Album      | — | — | — | — | — | Erstveröffentlichung: 15. September 2016                                                      |
| 2017 | Bodak Yellow (Remix) Invasion of Privacy    | DE— GoldDE | AT— GoldAT | CH74 (5 Wo.)CH | UK24 Platin · (21 Wo.)UK | US1 Diamant + Platin · (35 Wo.)US | Erstveröffentlichung: 16. Juni 2017 Verkäufe: + 13.295.000; feat. Kodak Black                 |
| 2017 | Bartier Cardi Invasion of Privacy           | — | — | CH79 (2 Wo.)CH | UK40 Silber · (8 Wo.)UK | US14 ×4Vierfachplatin · (20 Wo.)US | Erstveröffentlichung: 22. Dezember 2017 Verkäufe: + 4.635.000; feat. 21 Savage                |
| 2018 | Be Careful Invasion of Privacy              | — | — | — | UK24 Gold · (9 Wo.)UK | US11 ×4Vierfachplatin · (20 Wo.)US | Erstveröffentlichung: 29. März 2018 Verkäufe: + 4.730.000                                     |
| 2018 | I Like It Invasion of Privacy               | DE14 Platin · (34 Wo.)DE | AT14 Platin · (32 Wo.)AT | CH8 ×2Doppelplatin · (51 Wo.)CH | UK8 ×3Dreifachplatin · (32 Wo.)UK | US1 Diamant + Platin · (51 Wo.)US | Erstveröffentlichung: 25. Mai 2018 Verkäufe: + 15.723.333; Cardi B feat. Bad Bunny & J Balvin |
| 2018 | Money –                                     | — | — | — | UK35 Gold · (12 Wo.)UK | US13 ×4Vierfachplatin · (26 Wo.)US | Erstveröffentlichung: 23. Oktober 2018 Verkäufe: + 5.120.000                                  |
| 2019 | Please Me –                                 | DE83 (1 Wo.)DE | — | CH57 (5 Wo.)CH | UK12 Gold · (10 Wo.)UK | US3 ×3Dreifachplatin · (20 Wo.)US | Erstveröffentlichung: 15. Februar 2019 Verkäufe: + 3.980.000; mit Bruno Mars                  |
| 2019 | Press –                                     | — | — | CH97 (1 Wo.)CH | UK44 (2 Wo.)UK | US16 Platin · (16 Wo.)US | Erstveröffentlichung: 31. Mai 2019 Verkäufe: + 1.150.000                                      |
| 2020 | Rodeo 7                                     | — | — | CH82 (2 Wo.)CH | UK55 Silber · (3 Wo.)UK | US22 ×3Dreifachplatin · (9 Wo.)US | Erstveröffentlichung: 27. Januar 2020 Verkäufe: + 3.625.000; mit Lil Nas X                    |
| 2020 | WAP Am I The Drama?                         | DE12 Gold · (16 Wo.)DE | AT8 Platin · (17 Wo.)AT | CH5 (18 Wo.)CH | UK1 ×2Doppelplatin · (29 Wo.)UK | US1 ×8Achtfachplatin · (24 Wo.)US | Erstveröffentlichung: 7. August 2020 Verkäufe: + 11.895.000; feat. Megan Thee Stallion        |
| 2021 | Up Am I The Drama?                          | DE99 (1 Wo.)DE | AT69 (5 Wo.)AT | CH47 (12 Wo.)CH | UK16 Platin · (17 Wo.)UK | US1 ×2Doppelplatin · (20 Wo.)US | Erstveröffentlichung: 5. Februar 2021 Verkäufe: + 3.390.000                                   |
| 2022 | Hot Shit –                                  | — | — | — | UK59 (2 Wo.)UK | US13 (12 Wo.)US | Erstveröffentlichung: 1. Juli 2022 feat. Kanye West & Lil Durk                                |
| 2023 | Jealousy Set It Off                         | — | — | — | — | US55 (3 Wo.)US | Erstveröffentlichung: 28. Juli 2023 mit Offset                                                |
| 2023 | Bongos –                                    | — | — | — | UK35 (3 Wo.)UK | US14 (11 Wo.)US | Erstveröffentlichung: 8. September 2023 Verkäufe: + 40.000; feat. Megan Thee Stallion         |
| 2024 | Like What (Freestyle) –                     | — | — | — | — | US38 (3 Wo.)US | Erstveröffentlichung: 1. März 2024                                                            |
| 2024 | Enough (Miami) –                            | — | — | — | UK85 (1 Wo.)UK | US9 (14 Wo.)US | Erstveröffentlichung: 15. März 2024                                                           |
| 2025 | Outside                                     | — | — | — | UK72 (1 Wo.)UK | US10 (… Wo.)US | Erstveröffentlichung: 20. Juni 2025                                                           |
| Folgende Lieder erschienen nicht als Single, wurden aber durch das Album zum Download und Streaming bereitgestellt und konnten somit eine Platzierung erlangen: |                                             | | | | | |                                                                                               |
| |                                             | | | | | |                                                                                               |
| 2018 | I Do Invasion of Privacy                    | — | — | — | UK— SilberUK | US23 ×2Doppelplatin · (5 Wo.)US | Charteinstieg: 21. April 2018 Verkäufe: + 2.270.000; feat. SZA                                |
| 2018 | Get Up 10 Invasion of Privacy               | — | — | — | — | US38 Platin · (2 Wo.)US | Charteinstieg: 21. April 2018 Verkäufe: + 1.000.000                                           |
| 2018 | Best Life Invasion of Privacy               | — | — | — | — | US39 Platin · (3 Wo.)US | Charteinstieg: 21. April 2018 Verkäufe: + 1.000.000; feat. Chance the Rapper                  |
| 2018 | Bickenhead Invasion of Privacy              | — | — | — | — | US43 Platin · (2 Wo.)US | Charteinstieg: 21. April 2018 Verkäufe: + 1.000.000                                           |
| 2018 | Thru Your Phone Invasion of Privacy         | — | — | — | UK— SilberUK | US50 ×2Doppelplatin · (3 Wo.)US | Charteinstieg: 21. April 2018 Verkäufe: + 2.270.000                                           |
| 2018 | She Bad Invasion of Privacy                 | — | — | — | — | US57 Platin · (2 Wo.)US | Charteinstieg: 21. April 2018 Verkäufe: + 1.000.000; feat. YG                                 |
| 2018 | Money Bag Invasion of Privacy               | — | — | — | — | US58 Platin · (2 Wo.)US | Charteinstieg: 21. April 2018 Verkäufe: + 1.000.000                                           |

### Als Gastmusikerin
| Jahr | Titel Album                                      | Höchstplatzierung, Gesamtwochen, AuszeichnungChartplatzierungen (Jahr, Titel, Album, Platzierungen, Wochen, Auszeichnungen, Anmerkungen) | Höchstplatzierung, Gesamtwochen, AuszeichnungChartplatzierungen (Jahr, Titel, Album, Platzierungen, Wochen, Auszeichnungen, Anmerkungen) | Höchstplatzierung, Gesamtwochen, AuszeichnungChartplatzierungen (Jahr, Titel, Album, Platzierungen, Wochen, Auszeichnungen, Anmerkungen) | Höchstplatzierung, Gesamtwochen, AuszeichnungChartplatzierungen (Jahr, Titel, Album, Platzierungen, Wochen, Auszeichnungen, Anmerkungen) | Höchstplatzierung, Gesamtwochen, AuszeichnungChartplatzierungen (Jahr, Titel, Album, Platzierungen, Wochen, Auszeichnungen, Anmerkungen) | Anmerkungen |
| Jahr | Titel Album                                      | DE | AT | CH | UK | US | Anmerkungen |
| --- | ------------------------------------------------ | --- | --- | --- | --- | --- | --- |
| 2016 | Gimme Head Too In Due Time                       | — | — | — | — | — | Erstveröffentlichung: 6. Juni 2016 JunioR feat. Cardi B |
| 2016 | She a Bad One Less Talk More Hustle              | — | — | — | — | — | Erstveröffentlichung: 15. Juni 2016 Red Café feat. Cardi B |
| 2016 | Hold Me Down –                                   | — | — | — | — | — | Erstveröffentlichung: 17. Juni 2016 TJR feat. Cardi B |
| 2016 | Want My Love Back Rich Thoughts Poor Habits      | — | — | — | — | — | Erstveröffentlichung: 27. Juni 2016 Cashflow Harlem feat. Cardi B & Ryan Dudley                                                                               |
| 2016 | Island Girls –                                   | — | — | — | — | — | Erstveröffentlichung: 28. Juni 2016 Hood Celebrityy feat. Cardi B, Josh X & Young Chow                                                                        |
| 2016 | Heaven on My Mind –                              | — | — | — | — | — | Erstveröffentlichung: 23. August 2016 Josh X feat. Cardi B |
| 2017 | Cute (Remix) –                                   | — | — | — | — | — | Erstveröffentlichung: 29. Juli 2017 D.R.A.M. feat. Cardi B |
| 2017 | Right Now –                                      | — | — | — | — | — | Erstveröffentlichung: 11. August 2017 PHresher feat. Cardi B                                                                                                  |
| 2017 | No Limit The Beautiful & Damned                  | DE63 Gold · (5 Wo.)DE | AT60 (1 Wo.)AT | CH54 Platin · (11 Wo.)CH | UK45 Gold · (10 Wo.)UK | US4 ×7Siebenfachplatin · (29 Wo.)US | Erstveröffentlichung: 8. September 2017 Verkäufe: + 8.170.000; G-Eazy feat. ASAP Rocky & Cardi B                                                              |
| 2017 | MotorSport Culture II                            | — | — | CH54 (3 Wo.)CH | UK49 Gold · (17 Wo.)UK | US6 ×6Sechsfachplatin · (22 Wo.)US | Erstveröffentlichung: 27. Oktober 2017 Verkäufe: + 6.950.000; Migos feat. Nicki Minaj & Cardi B                                                               |
| 2017 | La Modelo Aura                                   | — | — | — | — | US52 (14 Wo.)US | Erstveröffentlichung: 22. Dezember 2017 Verkäufe: + 60.000; Ozuna feat. Cardi B                                                                               |
| 2018 | Finesse (Remix) XXIVK Magic                      | DE31 Gold · (12 Wo.)DE | AT30 (8 Wo.)AT | CH29 Gold · (12 Wo.)CH | UK5 ×2Doppelplatin · (19 Wo.)UK | US3 ×4Vierfachplatin · (23 Wo.)US | Erstveröffentlichung: 4. Januar 2018 Verkäufe: + 6.195.000; Bruno Mars feat. Cardi B                                                                          |
| 2018 | Girls Phoenix                                    | DE69 (9 Wo.)DE | AT62 (3 Wo.)AT | CH54 (3 Wo.)CH | UK22 Gold · (10 Wo.)UK | — | Erstveröffentlichung: 11. Mai 2018 Verkäufe: + 555.000 Rita Ora feat. Cardi B, Bebe Rexha & Charli XCX                                                        |
| 2018 | Dinero –                                         | — | — | — | — | US80 (1 Wo.)US | Erstveröffentlichung: 17. Mai 2018 Jennifer Lopez feat. DJ Khaled & Cardi B                                                                                   |
| 2018 | Girls Like You Red Pill Blues                    | DE9 Platin · (37 Wo.)DE | AT8 (34 Wo.)AT | CH4 (42 Wo.)CH | UK7 ×3Dreifachplatin · (46 Wo.)UK | US1 Diamant · (52 Wo.)US | Erstveröffentlichung: 30. Mai 2018 Verkäufe: + 16.343.333; Maroon 5 feat. Cardi B                                                                             |
| 2018 | Who Want the Smoke? Nuthin’ 2 Prove              | — | — | — | — | US— GoldUS | Erstveröffentlichung: 6. Juli 2018 Verkäufe: + 500.000; Lil Yachty feat. Cardi B & Offset                                                                     |
| 2018 | Backin’ It Up –                                  | — | — | — | — | US40 Platin · (20 Wo.)US | Erstveröffentlichung: 20. September 2018 Verkäufe: + 1.015.000; Pardison Fontaine feat. Cardi B                                                               |
| 2018 | Taki Taki Carte Blanche                          | DE8 Platin · (30 Wo.)DE | AT13 Platin · (22 Wo.)AT | CH3 (34 Wo.)CH | UK15 Platin · (15 Wo.)UK | US11 ×4Vierfachplatin · (26 Wo.)US | Erstveröffentlichung: 28. September 2018 Verkäufe: + 9.223.333; DJ Snake feat. Selena Gomez, Ozuna & Cardi B                                                  |
| 2018 | Twerk Girl Code                                  | — | — | — | — | US29 Platin · (13 Wo.)US | Erstveröffentlichung: 23. November 2018 Verkäufe: + 1.000.000; City Girls feat. Cardi B                                                                       |
| 2018 | Mi Mami El Hombre                                | — | — | — | — | — | Erstveröffentlichung: 2. November 2018 El Alfa feat. Cardi B                                                                                                  |
| 2019 | Thotiana (Remix) –                               | — | — | — | — | — | Erstveröffentlichung: 19. Februar 2019 Blueface feat. Cardi B & YG                                                                                            |
| 2019 | Clout Father of 4                                | — | — | — | UK64 Silber · (4 Wo.)UK | US39 ×3Dreifachplatin · (20 Wo.)US | Erstveröffentlichung: 15. März 2019 Verkäufe: + 3.345.000; Offset feat. Cardi B                                                                               |
| 2019 | South of the Border No. 6 Collaborations Project | DE33 Gold · (21 Wo.)DE | AT38 Platin · (15 Wo.)AT | CH19 (31 Wo.)CH | UK4 ×2Doppelplatin · (23 Wo.)UK | US49 Gold · (12 Wo.)US | Erstveröffentlichung: 12. Juli 2019 Verkäufe: + 3.370.000; Ed Sheeran feat. Camila Cabello & Cardi B                                                          |
| 2019 | Yes Family Ties                                  | — | — | — | — | US— GoldUS | Erstveröffentlichung: 6. September 2019 Verkäufe: + 500.000; Fat Joe & Dre feat. Cardi B & Anuel AA                                                           |
| 2019 | Writing on the Wall Montana                      | — | — | CH54 (2 Wo.)CH | UK44 (6 Wo.)UK | US56 Gold · (3 Wo.)US | Erstveröffentlichung: 26. September 2019 Verkäufe: + 540.000; French Montana feat. Post Malone, Cardi B & Rvssian                                             |
| 2020 | La bebé (Remix) –                                | — | — | — | — | US— Gold (Latin)US | Erstveröffentlichung: 13. Mai 2020 Verkäufe: + 30.000; Black Jonas Point, Secreto “El Famoso Biberon”, Black Jonas Point & Liro Shaq feat. Anuel AA & Cardi B |
| 2020 | Me gusta Versions of Me                          | — | — | CH56 (3 Wo.)CH | — | US91 (1 Wo.)US | Erstveröffentlichung: 18. September 2020 Verkäufe: + 910.000; Anitta feat. Cardi B & Myke Towers                                                              |
| 2021 | Wild Side Dopamine                               | — | — | — | UK49 Silber · (5 Wo.)UK | US14 Gold · (20 Wo.)US | Erstveröffentlichung: 16. Juli 2021 Verkäufe: + 820.000; Normani feat. Cardi B                                                                                |
| 2021 | Rumors –                                         | DE— aDE | — | CH85 (1 Wo.)CH | UK20 Silber · (9 Wo.)UK | US4 Platin · (7 Wo.)US | Erstveröffentlichung: 13. August 2021 Verkäufe: + 1.315.000; Lizzo feat. Cardi B                                                                              |
| 2022 | Shake It –                                       | — | — | — | — | US51 Platin · (3 Wo.)US | Erstveröffentlichung: 15. April 2022 Verkäufe: + 1.000.000; Kay Flock feat. Cardi B, Dougie B & Bory300                                                       |
| 2022 | Tomorrow 2 Anyways, Life’s Great…                | — | — | — | — | US9 ×2Doppelplatin · (22 Wo.)US | Erstveröffentlichung: 23. September 2022 Verkäufe: + 2.040.000; GloRilla feat. Cardi B                                                                        |
| 2023 | Put It on da Floor (Remix) Sugar Honey Iced Tea  | — | — | — | — | US13 Platin · (16 Wo.)US | Erstveröffentlichung: 2. Juni 2023 Verkäufe: + 1.000.000; Latto feat. Cardi B                                                                                 |
| 2023 | Point Me 2 –                                     | — | — | — | — | US82 Gold · (1 Wo.)US | Erstveröffentlichung: 7. Juli 2023 Verkäufe: + 500.000; FendiDa Rappa feat. Cardi B                                                                           |
| 2024 | Puntería Las mujeres ya no lloran                | — | — | CH62 (1 Wo.)CH | — | US72 ×3Dreifachplatin (Latin) · (1 Wo.)US                                                                                                | Erstveröffentlichung: 21. März 2024 Verkäufe: + 290.000; Shakira feat. Cardi B                                                                                |
| Folgende Lieder erschienen nicht als Single, wurden aber durch das Album zum Download und Streaming bereitgestellt und konnten somit eine Platzierung erlangen: |                                                  | | | | | | |
| |                                                  | | | | | | |
| 2018 | On Me Championships                              | — | — | — | — | US30 Gold · (2 Wo.)US | Charteinstieg: 15. Dezember 2018 Verkäufe: + 500.000; Meek Mill feat. Cardi B                                                                                 |
| 2019 | Wish Wish Father of Asahd                        | — | — | CH90 (1 Wo.)CH | UK81 (1 Wo.)UK | US19 ×2Doppelplatin · (15 Wo.)US | Charteinstieg: 26. Mai 2019 Verkäufe: + 2.075.000; DJ Khaled feat. Cardi B & 21 Savage                                                                        |
| 2020 | Bet You Wanna The Album                          | — | — | — | UK62 (1 Wo.)UK | — | Charteinstieg: 9. Oktober 2020 Verkäufe: + 40.000; Blackpink feat. Cardi B                                                                                    |
| 2021 | Big Paper Khaled Khaled                          | — | — | — | — | US84 (1 Wo.)US | Charteinstieg: 15. Mai 2021 DJ Khaled feat. Cardi B |
| 2021 | Type Shit Culture III                            | — | — | — | — | US71 (1 Wo.)US | Charteinstieg: 26. Juni 2021 Migos feat. Cardi B |
| 2021 | Bitter Still Over It                             | — | — | — | UK48 (1 Wo.)UK | US25 Gold · (1 Wo.)US | Charteinstieg: 18. November 2021 Summer Walker feat. Cardi B                                                                                                  |

## Promoveröffentlichungen
Promo-Singles

| Jahr | Titel Album              | Höchstplatzierung, Gesamtwochen, AuszeichnungChartplatzierungen (Jahr, Titel, Album, Platzierungen, Wochen, Auszeichnungen, Anmerkungen) | Höchstplatzierung, Gesamtwochen, AuszeichnungChartplatzierungen (Jahr, Titel, Album, Platzierungen, Wochen, Auszeichnungen, Anmerkungen) | Höchstplatzierung, Gesamtwochen, AuszeichnungChartplatzierungen (Jahr, Titel, Album, Platzierungen, Wochen, Auszeichnungen, Anmerkungen) | Höchstplatzierung, Gesamtwochen, AuszeichnungChartplatzierungen (Jahr, Titel, Album, Platzierungen, Wochen, Auszeichnungen, Anmerkungen) | Höchstplatzierung, Gesamtwochen, AuszeichnungChartplatzierungen (Jahr, Titel, Album, Platzierungen, Wochen, Auszeichnungen, Anmerkungen) | Anmerkungen                                                                |
| Jahr | Titel Album              | DE | AT | CH | UK | US | Anmerkungen                                                                |
| ---- | ------------------------ | --- | --- | --- | --- | --- | -------------------------------------------------------------------------- |
| 2018 | Drip Invasion of Privacy | — | — | — | — | US21 Platin · (10 Wo.)US | Erstveröffentlichung: 4. April 2018 Verkäufe: + 1.125.000; feat. Migos     |
| 2018 | Ring Invasion of Privacy | — | — | — | UK— SilberUK | US28 ×3Dreifachplatin · (20 Wo.)US | Erstveröffentlichung: 24. August 2018 Verkäufe: + 3.270.000; feat. Kehlani |

## Statistik

### Chartauswertung
|                     | DE    | AT    | CH    | UK    | US    |
| ------------------- | ----- | ----- | ----- | ----- | ----- |
| Nummer-eins-Alben   | DE—DE | AT—AT | CH—CH | UK—UK | US1US |
| Top-10-Alben        | DE—DE | AT—AT | CH—CH | UK1UK | US1US |
| Alben in den Charts | DE1DE | AT1AT | CH1CH | UK1UK | US1US |

|                       | DE     | AT    | CH     | UK     | US     |
| --------------------- | ------ | ----- | ------ | ------ | ------ |
| Nummer-eins-Singles   | DE—DE  | AT—AT | CH—CH  | UK1UK  | US5US  |
| Top-10-Singles        | DE2DE  | AT3AT | CH4CH  | UK5UK  | US13US |
| Singles in den Charts | DE10DE | AT9AT | CH20CH | UK28UK | US50US |

### Auszeichnungen für Musikverkäufe
| Land/RegionAuszeichnungen für Musikverkäufe (Land/Region, Auszeichnungen, Verkäufe, Quellen) | Silber     | Gold       | Platin         | Diamant       | Verkäufe    | Quellen              |
| -------------------------------------------------------------------------------------------- | ---------- | ---------- | -------------- | ------------- | ----------- | -------------------- |
| Argentinien (CAPIF)                                                                          | —          | Gold1      | —              | —             | 10.000      | Einzelnachweise      |
| Australien (ARIA)                                                                            | —          | 4× Gold4   | 68× Platin68   | —             | 4.900.000   | aria.com.au          |
| Belgien (BRMA)                                                                               | —          | 5× Gold5   | Platin1        | —             | 135.000     | ultratop.be          |
| Brasilien (PMB)                                                                              | —          | —          | 11× Platin11   | 15× Diamant15 | 3.260.000   | pro-musicabr.org.br  |
| Dänemark (IFPI)                                                                              | —          | 4× Gold4   | 8× Platin8     | —             | 830.000     | ifpi.dk              |
| Deutschland (BVMI)                                                                           | —          | 5× Gold5   | 3× Platin3     | —             | 2.200.000   | musikindustrie.de    |
| Finnland (IFPI)                                                                              | —          | Gold1      | 2× Platin2     | —             | 80.000      | Einzelnachweise      |
| Frankreich (SNEP)                                                                            | —          | 7× Gold7   | 4× Platin4     | 3× Diamant3   | 2.449.999   | snepmusique.com      |
| Indien (IMI)                                                                                 | —          | —          | 13× Platin13   | —             | 1.560.000   | Einzelnachweise      |
| Italien (FIMI)                                                                               | —          | 4× Gold4   | 9× Platin9     | —             | 565.000     | fimi.it              |
| Kanada (MC)                                                                                  | —          | 6× Gold6   | 68× Platin68   | Diamant1      | 6.570.000   | musiccanada.com      |
| Kolumbien (ASINCOL)                                                                          | —          | 2× Gold2   | —              | —             | 15.000      | Einzelnachweise      |
| Mexiko (AMPROFON)                                                                            | —          | 3× Gold3   | 5× Platin5     | —             | 430.000     | amprofon.com.mx      |
| Neuseeland (RMNZ)                                                                            | —          | 4× Gold4   | 41× Platin41   | —             | 1.230.000   | radioscope.co.nz NZ2 |
| Norwegen (IFPI)                                                                              | —          | 2× Gold2   | 5× Platin5     | —             | 320.000     | ifpi.no              |
| Österreich (IFPI)                                                                            | —          | Gold1      | 4× Platin4     | —             | 135.000     | ifpi.at              |
| Polen (ZPAV)                                                                                 | —          | 7× Gold7   | 15× Platin15   | Diamant1      | 935.000     | olis.pl              |
| Portugal (AFP)                                                                               | —          | 4× Gold4   | 14× Platin14   | —             | 160.000     | Einzelnachweise      |
| Schweden (IFPI)                                                                              | —          | —          | Platin1        | —             | 80.000      | sverigetopplistan.se |
| Schweiz (IFPI)                                                                               | —          | Gold1      | 3× Platin3     | —             | 70.000      | hitparade.ch         |
| Spanien (Promusicae)                                                                         | —          | 3× Gold3   | 13× Platin13   | —             | 870.000     | elportaldemusica.es  |
| Vereinigte Staaten (RIAA)                                                                    | —          | 7× Gold7   | 84× Platin84   | 3× Diamant3   | 114.210.000 | riaa.com             |
| Vereinigtes Königreich (BPI)                                                                 | 8× Silber8 | 6× Gold6   | 16× Platin16   | —             | 13.300.000  | bpi.co.uk            |
| Insgesamt                                                                                    | 8× Silber8 | 77× Gold77 | 388× Platin388 | 23× Diamant23 |             |                      |